# Liste der Naturschutzgebiete im Landkreis Harburg
Im Landkreis Harburg gibt es 27 Naturschutzgebiete (Stand April 2025).
| Name des Gebietes                        | Bild           | Kennung | WDPA      | Landkreis / Stadt                       | Beschreibung / Bemerkungen | Standort | Fläche in Hektar | Jahr der Verordnung |
| ---------------------------------------- | -------------- | ------- | --------- | --------------------------------------- | -------------------------- | -------- | ---------------- | ------------------- |
| Bahlburger Bruch                         | weitere Bilder | LÜ 151  | 318156    | Landkreis Harburg                       |                            | Position | 40,00            | 1987                |
| Birken-Eichenwald bei Sangenstedt        | weitere Bilder | LÜ 350  | 555518305 | Landkreis Harburg                       |                            | Position | 37               | 2019                |
| Buchenwälder im Rosengarten              | weitere Bilder | LÜ 258  | 318259    | Landkreis Harburg                       |                            | Position | 282,72           | 2003                |
| Büsenbachtal und Wörmer Wälder           | weitere Bilder | LÜ 378  |           | Landkreis Harburg                       |                            | Position | 222              | 2024                |
| Elbeniederung von Avendorf bis Rönne     | weitere Bilder | LÜ 369  | 555740216 | Landkreis Harburg                       |                            | Position | 434              | 2021                |
| Estetal                                  | weitere Bilder | LÜ 358  | 555734375 | Landkreis Harburg                       |                            | Position | 685              | 2020                |
| Glüsinger Bruch und Osterbruch           | weitere Bilder | LÜ 355  | 555690897 | Landkreis Harburg                       |                            | Position | 169              | 2018                |
| Großes Everstorfer Moor                  | weitere Bilder | LÜ 163  | 163369    | Landkreis Harburg, Landkreis Rotenburg  |                            | Position | 461,54           | 1988                |
| Großes Moor und Aueniederung bei Wistedt | weitere Bilder | LÜ 032  | 163377    | Landkreis Harburg                       |                            | Position | 211              | 1976                |
| Heidemoor bei Ottermoor                  | weitere Bilder | LÜ 044  | 81849     | Landkreis Harburg                       |                            | Position | 26,81            | 1978                |
| Heiden und Wälder am Brunsberg           | weitere Bilder | LÜ 010  |           | Landkreis Harburg                       |                            | Position | 131              | 2024                |
| Hohes Holz mit Ketzheide und Gewässern   | weitere Bilder | LÜ 371  | 555740218 | Landkreis Harburg, Landkreis Lüneburg   |                            | Position | 349              | 2021                |
| Ilmenau-Luhe-Niederung                   | weitere Bilder | LÜ 300  | 555588653 | Landkreis Harburg                       |                            | Position | 431,13           | 2014                |
| Kauers Wittmoor                          | weitere Bilder | LÜ 097  | 164042    | Landkreis Harburg                       |                            | Position | 33,53            | 1984                |
| Laßbrook                                 | weitere Bilder | LÜ 127  | 164380    | Landkreis Harburg                       |                            | Position | 15,16            | 1987                |
| Lüneburger Heide                         | weitere Bilder | LÜ 002  | 102317    | Landkreis Harburg, Landkreis Heidekreis |                            | Position | 23315,09         | 1993                |
| Moore bei Buxtehude                      | weitere Bilder | LÜ 271  | 378124    | Landkreis Harburg, Landkreis Stade      |                            | Position | 1311,78          | 2006                |
| Obere Wümmeniederung                     | weitere Bilder | LÜ 146  | 30112     | Landkreis Harburg, Landkreis Heidekreis |                            | Position | 1417,55          | 1986                |
| Ohlen Kuhlen                             | weitere Bilder | LÜ 144  | 164932    | Landkreis Harburg                       |                            | Position | 3,81             | 1986                |
| Rauhes Moor                              | weitere Bilder | LÜ 038  | 82372     | Landkreis Harburg                       |                            | Position | 7,33             | 1978                |
| Rethmoorsee                              | weitere Bilder | LÜ 244  | 318978    | Landkreis Harburg                       |                            | Position | 88,38            | 1998                |
| Seeve                                    | weitere Bilder | LÜ 356  | 555518256 | Landkreis Harburg                       |                            | Position | 533              | 2019                |
| Springmoor bei Hollenstedt               | weitere Bilder | LÜ 141  | 165627    | Landkreis Harburg                       |                            | Position | 22,16            | 1986                |
| Stemmbruch                               | weitere Bilder | LÜ 042  | 82638     | Landkreis Harburg                       |                            | Position | 45,37            | 1978                |
| Tideelbe von Rönne bis Bunthäuser Spitze | weitere Bilder | LÜ 370  | 555740217 | Landkreis Harburg                       |                            | Position | 598              | 2021                |
| Untere Seeveniederung und Over Plack     | weitere Bilder | LÜ 208  | 166000    | Landkreis Harburg                       |                            | Position | 567              | 2021                |
| Wulmstorfer Heide mit Bornberg           | weitere Bilder | LÜ 379  |           | Landkreis Harburg                       |                            | Position | 272              | 2024                |